# Бобришево
Бобришево  (рос. Бобрышево) — село в Пристенському районі Курської області Російської Федерації.
Населення становить 749 осіб. Входить до складу муніципального утворення Бобришевська сільрада.

## Історія
Населений пункт розташований на території українського етнічного та культурного краю Східна Слобожанщина.
Від 2004 року входить до складу муніципального утворення Бобришевська сільрада.

## Населення
| 1939 | 2002  | 2010 |
| ---- | ----- | ---- |
| 2631 | ↘1042 | ↘749 |